# آمریکای بریتانیا
آمریکای بریتانیا یا بریتیش آمریکا اشاره به مستعمرات امپراتوری بریتانیا در آمریکای شمالی، برمودا، آمریکای مرکزی، کارائیب و گویان از سال‌های ۱۶۰۷–۱۷۸۳ دارد. این مستعمرات پیش از استقلال مستعمرات سیزده‌گانه و انقلاب آمریکا، به صورت رسمی به عنوان آمریکای بریتانیا و هند غربی بریتانیا موسوم بودند. پس از تأسیس ایالات متحده آمریکا، بریتانیا از عنوان «آمریکای شمالی بریتانیا» برای اشاره به مستعمرات باقی مانده، استفاده می‌کرد.